# 김양보 호성공신록
김양보 호성공신록(金良輔扈聖功臣錄)은 조선 선조 37년에 가의대부 내시부상호인 김양보를 충근정량호성공신 3등으로 봉한후 한 계급 특진시키고 포상한 교서이다. 
이 교서를 받은 김양보는 종2품 가의대부에서 정2품인 자헌대부로 특진되고, 노비 7명, 전답 10결, 은전 5량, 옷감 1벌, 말 1필을 하사받았다. 

## 참고자료
- 김양보 호성공신록 - 국가유산청 국가유산포털

 본 문서에는 서울특별시에서 지식공유 프로젝트를 통해 퍼블릭 도메인으로 공개한 저작물을 기초로 작성된 내용이 포함되어 있습니다.